# Hell Up in Harlem
Hell Up in Harlem (Brasil: Inferno no Harlem / Portugal: Cidade do Crime) ou é um filme blaxploitation norte-americano de 1973 estrelando Fred Williamson e Gloria Hendry. Escrito e dirigido por Larry Cohen, é uma sequência de Black Caesar. A trilha sonora do filme foi gravada por Edwin Starr e lançada pela Motown em janeiro de 1974. A trilha sonora originalmente seria gravada por James Brown mas foi rejeitado pelos produtores do filme que alegaram que era "a mesma coisa velha de James Brown". (Um estória repetida amplamente—inclusive pelo próprio Brown—que o diretor Larry Cohen rejeitou a música dizendo que "não era funk o bastante" é negada por Cohen.). O material gravado foi usado no álbum The Payback de Brown lançado em dezembro de 1973 pela Polydor Records.

## Enredo
Tendo sobrevivido à tentativa de assassinato no fim de Black Caesar, Tommy Gibbs decide eliminar as drogas nas ruas do  Harlem, enquanto continua a realizar suas outras empreitadas ilícitas. Gibbs se apaixona por Sister Jennifer (Margaret Avery), uma mulher que trabalha com o Reverendo Rufus, um ex-cafetão que teve um chamado religioso.
Gibbs é informado por seu executor, Zach, que seu pai ordenou a morte de sua ex-esposa, Helen. Gibbs e Margaret se mudam para Los Angeles, deixando Papa Gibbs no comando do território Harlem. Mais tarde, revelou-se que o próprio Zach matou Helen como parte de um novimento para assumir o território, com a ajuda de DiAngelo. Gibbs elimina os assassinos enviados para tirá-lo de Los Angeles, enquanto Papa morre de ataque cardíaco enquanto lutava contra Zach.
Sabendo que DiAngelo terá os aeroportos de Nova Iorque e estradas vigiadas, Gibbs voa para Filadélfia e então entra em Nova Iorque a pé para realizar uma guerra pessoal contra Zach e DiAngelo.

## Elenco
- Fred Williamson — Tommy Gibbs
- Julius Harris — Papa Gibbs
- Gloria Hendry — Helen
- Margaret Avery — Sister Jennifer
- D'Urville Martin — Reverend Rufus
- Tony King — Zach
- Gerald Gordon — DiAngelo
- Bobby Ramsen — Joe Frankfurter
- James Dixon — Irish
- Esther Sutherland — The Cook
- Charles MacGuire — Charles MacGregor

## Lançamento em DVD & HD
- Em 2001 foi lançado em DVD.
- Em 2010 foi digitalizado em High Definition (1080i) e transmitido pela MGMHD.